# 岩淵真奈
岩淵真奈（日语：／ Iwabuchi Mana，1993年3月18日—），日本已退役女足球運動員，司職前鋒。曾經由阿仙奴外借到熱刺。此前曾效力阿士東維拉及德國勁旅拜仁。曾是日本國家女子足球隊主力成員，2011年女子世界盃足球賽奪冠成員之一。
其兄長岩淵良太亦是職業足球員。2023年9月初宣佈引退。

## 職業生涯

### 球會
岩淵真奈於東京都出生，在她小學（武蔵野東小學）二年級就開始踢足球。她的哥哥良太也是足球運動員，當時在FC東京的青少年隊踢球（目前效力於明治大學足球部），讓她感到鼓舞。她在2005年加入日視少女隊，自2007年開始，她成為日視美人隊的成員，並於10月21日生涯首次登場。之後曾加盟德國勁旅拜仁，其後再短暫效力阿士東維拉半季後於2021年夏天加盟阿仙奴，惟受傷患困擾未有太多出場機會，及後被外借至熱刺。

### 國家隊
岩淵真奈在2008年開始參加國際賽事，她在15歲時就讀東京都立小平西高等學校，並成為日本U17國家女子足球隊成員，參加紐西蘭舉行的2008年U17女子世界盃。日本隊在四分之一決賽中被擊敗，但是岩淵真奈被評選為本次比賽的MVP（阿迪達斯金球獎）。一位法國隊教練稱讚她是一位「未來的女子足球明星」。 岩淵真奈同時獲得亞洲足球聯盟選為2008年亞洲年度最佳青少年足球員，並於2009年再度蟬連。她也是L聯盟2008年最佳菜鳥球員。
在2010年初舉行的東亞足球錦標賽中，她代表日本國家女子足球隊出賽，在對戰中國國家女子足球隊的比賽中首次亮相。她在對戰中華台北女子足球代表隊的比賽中踢進首個（前半場35分鐘）及第二個進球（後半場14分鐘）。岩淵真奈在2010年U20女子世界盃中代表日本踢進2球，並獲選為10位最有價值球員後補之一。2011年，岩淵真奈進入駒澤女子大學就讀。
岩淵真奈在2011年女子世界盃足球賽半準決賽對陣德國國家女子足球隊，及決賽對戰美國國家女子足球隊中都有上場。她在2011年L聯盟中踢進9球，排名第3位，並獲得最佳敢闘賞。
2012年1月、岩淵真奈因為右腳小指疲勞性骨折，需要休息3個月，所以她在2月到3月的代表戰中缺席。她在2012年L聯盟開幕戰中重返球場。她也是2012年夏季奧林匹克運動會日本女子足球隊成員。
其後她亦有出戰2015及2019年女子世界盃，惟2023年當屆她在球會未有太多出場機會而落選，2023年世界盃落幕後不久她亦選擇退役。

## 個人生活
岩淵真奈家中養了兩頭玩具貴婦狗，經常會抱著愛犬自拍然後在部落格分享。
岩淵真奈在2014年剛抵達德國慕尼黑時受到宇佐美貴史夫婦的照顧，並且與太太宇佐美蘭成為好友，其後兩人更一同加入同一家經理人公司。

## 生涯成績

### 球會
| 球會       | 賽季     | 聯盟   | 聯盟   | 杯賽   | 杯賽   | 聯盟杯賽 | 聯盟杯賽 | 總計   | 總計   |
| 球會       | 賽季     | 出賽數 | 進球賽 | 出賽數 | 進球賽 | 出賽數   | 進球賽   | 出賽數 | 進球賽 |
| ---------- | -------- | ------ | ------ | ------ | ------ | -------- | -------- | ------ | ------ |
| 日視少女隊 | 2006     | -      | -      | 3      | 0      | -        | -        | 3      | 0      |
| 日視少女隊 | 2007     | -      | -      | 3      | 4      | -        | -        | 3      | 4      |
| 日視美人隊 | 2007     | 1      | 0      | -      | -      | 5        | 3        | 6      | 3      |
| 日視美人隊 | 2008     | 7      | 3      | 4      | 2      | -        | -        | 11     | 5      |
| 日視美人隊 | 2009     | 17     | 5      | 3      | 3      | -        | -        | 20     | 8      |
| 日視美人隊 | 2010     | 18     | 8      | 1      | 0      | 5        | 2        | 24     | 10     |
| 日視美人隊 | 2011     | 13     | 9      | 3      | 1      | -        | -        | 16     | 10     |
| 生涯總計   | 生涯總計 | 56     | 25     | 17     | 10     | 10       | 5        | 83     | 40     |

### 國際賽
| 國家隊                | 年度 | 出賽數 | 進球數 |
| --------------------- | ---- | ------ | ------ |
| 日本U16國家女子足球隊 | 2007 | 4      | 1      |
| 總計                  | 總計 | 4      | 1      |
| 日本U17國家女子足球隊 | 2008 | 3      | 2      |
| 總計                  | 總計 | 3      | 2      |
| 日本U19國家女子足球隊 | 2009 | 4      | 4      |
| 總計                  | 總計 | 4      | 4      |
| 日本U20國家女子足球隊 | 2010 | 3      | 2      |
| 總計                  | 總計 | 3      | 2      |
| 日本國家女子足球隊    | 2010 | 3      | 2      |
| 日本國家女子足球隊    | 2011 | 8      | 0      |
| 日本國家女子足球隊    | 2012 | 4      | 0      |
| 總計                  | 總計 | 15     | 2      |

| 國際賽進球 | 國際賽進球     | 國際賽進球             | 國際賽進球 | 國際賽進球 | 國際賽進球 | 國際賽進球                                            |
| #          | 日期           | 場地                   | 對手       | 進球       | 結果       | 賽事/所屬球隊                                         |
| ---------- | -------------- | ---------------------- | ---------- | ---------- | ---------- | ----------------------------------------------------- |
|            | 2007年3月14日  | 莎阿南莎阿南競技場     | 中國       | 1-2        | 1-3        | 2007年亞足聯U16女子青年錦標賽 / 日本U16國家女子足球隊 |
|            | 2008年10月30日 | 汉密尔顿瓦卡托競技場   | 美国       | 1-1        | 3-2        | 2008年U17女子世界盃 / 日本U17國家女子足球隊           |
|            | 2008年11月9日  | 汉密尔顿瓦卡托競技場   | 英格兰     | 2-1        | 2-2        | 2008年U17女子世界盃 / 日本U17國家女子足球隊           |
|            | 2009年8月1日   | 武漢漢口文化體育中心   |            | 1-0        | 1-1        | 2009年亞足聯U19女子青年錦標賽 / 日本U19國家女子足球隊 |
|            | 2009年8月5日   | 武漢漢口文化體育中心   | 中國       | 1-0        | 1-1        | 2009年亞足聯U19女子青年錦標賽 / 日本U19國家女子足球隊 |
|            | 2009年8月9日   | 武漢漢口文化體育中心   |            | 0-1        | 0-1        | 2009年亞足聯U19女子青年錦標賽 / 日本U19國家女子足球隊 |
|            | 2009年8月12日  | 武漢漢口文化體育中心   |            | 2-1        | 2-1        | 2009年亞足聯U19女子青年錦標賽 / 日本U19國家女子足球隊 |
| 1.         | 2010年2月11日  | 東京國立霞丘陸上競技場 | 中華臺北   | 1-0        | 3-0        | 2010年東亞足球錦標賽                                  |
| 2.         | 2010年2月11日  | 東京國立霞丘陸上競技場 | 中華臺北   | 2-0        | 3-0        | 2010年東亞足球錦標賽                                  |
|            | 2010年7月14日  | 奧格斯堡奧格斯堡競技場 | 墨西哥     | 3-3        | 3-3        | 2010年U20女子世界盃 / 日本U20國家女子足球隊           |
|            | 2010年7月17日  | 奧格斯堡奧格斯堡競技場 | 奈及利亞   | 1-2        | 1-2        | 2010年U20女子世界盃 / 日本U20國家女子足球隊           |

## 榮譽

### 團隊
日本國家女子足球隊
- 女子世界盃足球賽

冠軍 (1): 2011
- 亞足聯女子亞洲盃

冠軍 (1): 2018
- 亞洲運動會

冠軍 (1): 2018
- 東亞足球錦標賽

冠軍 (1): 2010
- 亞足聯U19女子青年錦標賽

冠軍 (1): 2009
球會
- L聯盟

冠軍 (3): 2007年, 2008年, 2010年
- 皇后杯全日本女子足球錦標賽 :

冠軍 (2): 2008年, 2009年
- L聯盟杯 :

冠軍 (3): 2007年, 2010年, 2012年

### 個人
- U17女子世界盃 阿迪達斯金球獎 : 2008年
- 亞足聯U19女子青年錦標賽 最有價值球員 : 2009年
- 亞足聯U19女子青年錦標賽 頂尖球員獎 : 2009年
- 東亞足球錦標賽 頂尖球員獎 : 2010年
- 亞洲年度最佳青少年足球員 : 2008年, 2009年
- L聯盟最佳菜鳥球員 : 2008年

## 外部連結
- Profile, NTV Beleza